# Eugène Curie
Pour les articles homonymes, voir Curie et Famille Curie.
Eugène Curie est un médecin français, né le 28 août 1827 à Mulhouse (Haut-Rhin) et mort le 25 février 1910 à Sceaux (Hauts-de-Seine).

## Biographie
Fils du médecin et homéopathe protestant Paul Curie et d'Augustine Hofer, elle-même issue de la famille Dollfus et de la famille Bernoulli, Eugène Curie soutient une thèse de médecine en 1852 et pratique en tant que médecin et homéopathe jusqu'à sa retraite. Il est protestant, comme son père.
Il est l'auteur de quatre ouvrages de médecine : De la physiologie en médecine en 1852, Études pathogénétiques sur le cuivre et Recherches expérimentales sur les propriétés physiologiques et thérapeutiques des droséras en 1861, et De l'emploi thérapeutique des champignons vénéneux contre le choléra, la maladie de Bright et les fièvres intermittentes en 1867. Il est aussi l'éditeur du Journal de la médecine homéopathique.
Pendant la Commune de Paris de 1871, il accepte d'être médecin major du 17e bataillon fédéré (JO de la Commune de Paris, 8 mai 1871). Il gardera toute sa vie de la sympathie pour les idéaux communards ce dont témoignera sa bru Marie Curie.
Il épouse Sophie-Claire Depouilly, avec laquelle il a deux enfants : les physiciens Pierre et Jacques Curie, renommés pour leurs travaux sur la piézoélectricité, puis sur la radioactivité.
Il meurt à Sceaux en 1910, entouré de sa famille. Il est enterré avec sa femme au cimetière de Sceaux.

## Publications
- De l'emploi thérapeutique des champignons vénéneux contre le choléra, la maladie de Bright et les fièvres intermittentes, Paris, Imprimerie Simon Raçon, 1867.
- Études pathogéniques sur le cuivre, Paris, Imprimerie Simon Raçon, 1861.
- Recherches expérimentales sur les propriétés physiologiques et thérapeutiques des droseras, mémoire lu à l'Académie des sciences le 2 septembre 1861, Paris, Imprimerie Simon Raçon, 1861.
- De la physiologie en médecine, Paris, 5 août 1852.